# Eospalax fontanierii
Eospalax fontanierii és una espècie de mamífer rosegador de la família dels espalàcids. És endèmic de la Xina (Pequín, Gansu, Hebei, Henan, Mongòlia Interior, Ningxia, Qinghai, Shaanxi, Shandong, Shanxi i Sichuan). Els seus hàbitats naturals són els herbassars d'estepa, els herbassars i matollars alpins, els camps de conreu i els erms. És una espècie en risc mínim, és a dir, no sembla que hi hagi cap amenaça significativa per a la seva supervivència.
L'espècie fou anomenada en honor d'Henri Victor Fontanier, cònsol francès a la Xina.